# NGC 2485
NGC 2485 (другие обозначения — UGC 4112, MCG 1-21-1, ZWG 31.3, IRAS07541+0736, PGC 22266) — спиральная галактика (Sa) в созвездии Малого Пса. Открыта Альбертом Мартом в 1864 году.
Этот объект входит в число перечисленных в оригинальной редакции «Нового общего каталога».